# TUE Série 8000 (CPTM)
O TUE Série 8000 (CPTM) é um trem-unidade elétrico pertencente à empresa Construcciones y Auxiliar de Ferrocarriles (CAF) e alugado via parceria público-privada para a CPTM.

## História

### Projeto e fabricação
Durante o processo de modernização da Linha 8, a CPTM identificou a necessidade de operação de 36 trens. Por conta da indisponibilidade financeira da empresa, foi estudada uma parceria público-privada (PPP) com algum fabricante de trens. A CPTM cederia a frota de 24 TUEs Série 5000 e as oficinas do pátio Presidente Altino, e a empresa privada parceira teria de fabricar ou adquirir mais doze novos trens, além de realizar a manutenção da frota, sendo remunerada pela CPTM.
O processo de PPP foi lançado em 27 de maio de 2009, com o investimento inicial do parceiro privado previsto de novecentos milhões de reais (reforma de 24 trens e aquisição de doze novos) e o do estado de duzentos milhões de reais por ano, durante um período de vinte anos. O processo foi vencido pelo  consórcio Paulista CTrens (formado pelas empresas Construcciones y Auxiliar de Ferrocarriles e Inversiones en Concesiones Ferroviarias). No entanto, após a assinatura do contrato, o consórcio optou por fabricar 36 trens novos, financiados pelo BNDES.

### Operação
Os primeiro trens da Série 8000 foram apresentado à população durante a reinauguração da Estação Barueri, da Linha 8–Diamante. A primeira viagem comercial com usuários ocorreu em 6 de fevereiro de 2012.
Em 7 de julho de 2019, por necessidade operacional, os trens da Série 8000 passaram a prestar serviços na Linha 9–Esmeralda, por meio da composição 8013-8016.
Devido à concessão das linhas 8 e 9, no dia 30 de agosto de 2021, quatro trens da Série 8000 começaram a prestar serviços na Linha 11–Coral, com previsão de que todas as unidades da composição operem nessa linha.

#### Relação das composições
Abaixo a relação dos 36 trens em operação.
| Numeração           | Linha em operação | Entrada em operação |
| ------------------- | ----------------- | ------------------- |
| 8001-8004           | Coral             | 1/2/2012            |
| 8005-8008           | Coral             | 1/2/2012            |
| 8009-8012           | Coral             | 3/2/2012            |
| 8013-8016           | Coral             | 9/2/2012            |
| 8017-8020           | Coral             | 25/2/2012           |
| 8021-8024           | Coral             | 3/2/2012            |
| 8025-8028           | Coral             | 24/2/2012           |
| 8029-8032           | Coral             | 13/3/2012           |
| 8033-8036           | Coral             | 23/3/2012           |
| 8037-8040           | Coral             | 16/3/2012           |
| 8041-8044           | Coral             | 28/3/2012           |
| 8045-8048           | Coral             | 5/4/2012            |
| 8053-8056           | Coral             | 10/8/2012           |
| 8057-8060           | Coral             | 13/7/2012           |
| 8061-8064           | Coral             | 19/9/2012           |
| 8065-8068           | Coral             | 10/10/2012          |
| 8069-8072           | Coral             | 20/10/2012          |
| 8073-8076           | Coral             | 24/8/2012           |
| 8077-8080           | Coral             | 10/9/2012           |
| 8081-8084           | Coral             | 2/10/2012           |
| 8085-8088           | Coral             | 29/10/2012          |
| 8089-8092           | Coral             | 6/11/2012           |
| 8093-8096           | Coral             | 13/11/2012          |
| 8097-8100           | Coral             | 26/7/2012           |
| 8101-8104           | Coral             | 23/11/2012          |
| 8105-8108           | Coral             | 27/11/2012          |
| 8051/8052-8109/8110 | Coral             | 16/3/2017           |
| 8049/8050-8111/8112 | Coral             | 17/02/2022          |
| 8113-8116           | Coral             | 17/12/2012          |
| 8117-8120           | Coral             | 26/12/2012          |
| 8121-8124           | Coral             | 22/1/2013           |
| 8125-8128           | Coral             | 30/1/2013           |
| 8129-8132           | Coral             | 8/2/2013            |
| 8133-8136           | Coral             | 7/3/2013            |
| 8137-8140           | Coral             | 14/3/2013           |
| 8141-8144           | Coral             | 3/4/2013            |

## Acidentes e incidentes
- 2 de março de 2018 - Colisão entre dois trens da Série 8000 na Estação Barueri. O acidente deixou quatro pessoas feridas.[12]